# Eaglesfield
Eaglesfield è una cittadina della Scozia di 630 abitanti ubicata nella parte sud-orientale della contea del Dumfriesshire, nell'area amministrativa di Dumfries e Galloway, non lontano dal confine fra la Scozia e l'Inghilterra.
La maggior parte della abitazioni di Eaglesfield risalgono al XIX e al XX secolo. Fra gli edifici notevoli, Blacket House, una residenza signorile con parco costruita nel 1835 in prossimità dei resti della Blacket Tower (primi del XVII secolo).